# Града (Кременецький район)
Гра́да — село в Україні, у Кременецькій міській громаді Кременецького району Тернопільської області України. Розташоване на північному заході району.
Населення — 578 осіб (2001).

## Історія
Перша письмова згадка  датована 1887 р. Тоді у Граді було 48 дворів (276 жителів) і воно належало до Бережецької волості. 
На 1936 рік село входило до ґміни Бережці Кременецького повіту. 
12 червня 2020 року, відповідно до розпорядження Кабінету Міністрів України № 724-р «Про визначення адміністративних центрів та затвердження територій територіальних громад Тернопільської області», увійшло до складу Кременецької міської громади.
19 липня 2020 року, в результаті адміністративно-територіальної реформи та ліквідації Кременецького (1940-2020) району, село увійшло до складу новоутвореного Кременецького району.

## Населення
За даними перепису населення 2001 року мовний склад населення села був таким:
| Мова       | Число ос. | Відсоток |
| ---------- | --------- | -------- |
| українська |           | 99,65    |
| російська  |           | 0,35     |

## Соціальна сфера
Діють клуб, бібліотека. Дерев'яну церкву, яка збереглася сьогодні, збудували, ймовірно, або в кінці 1920-х років або в 1930-і роки.

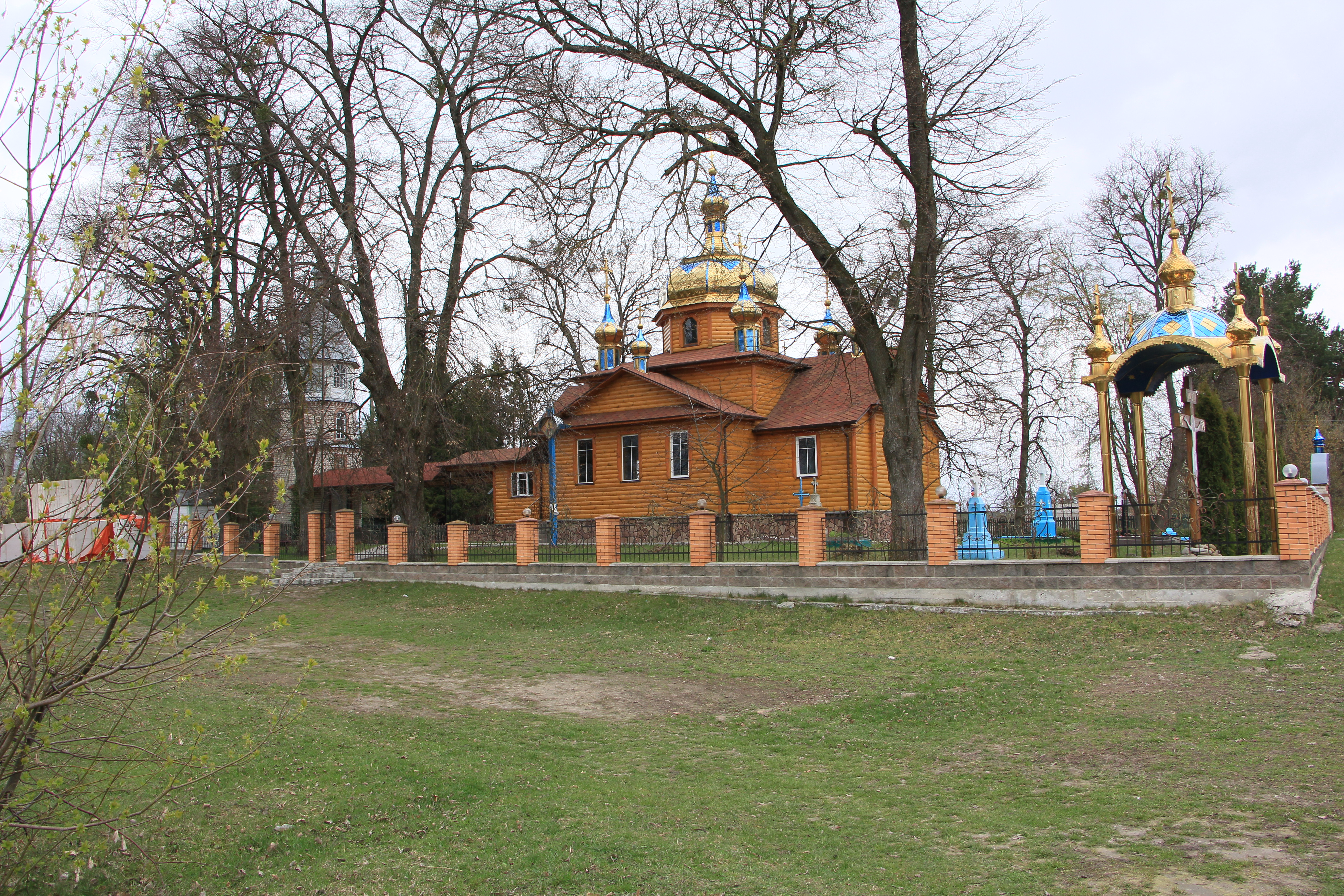
Дерев'яна церква

## Постаті
- Гамера-Шмирко Тетяна Ярославівна (* 1983) — українська спортсменка-легкоатлетка. Спеціалізувалася в бігу на довгі дистанції.

## Галерея

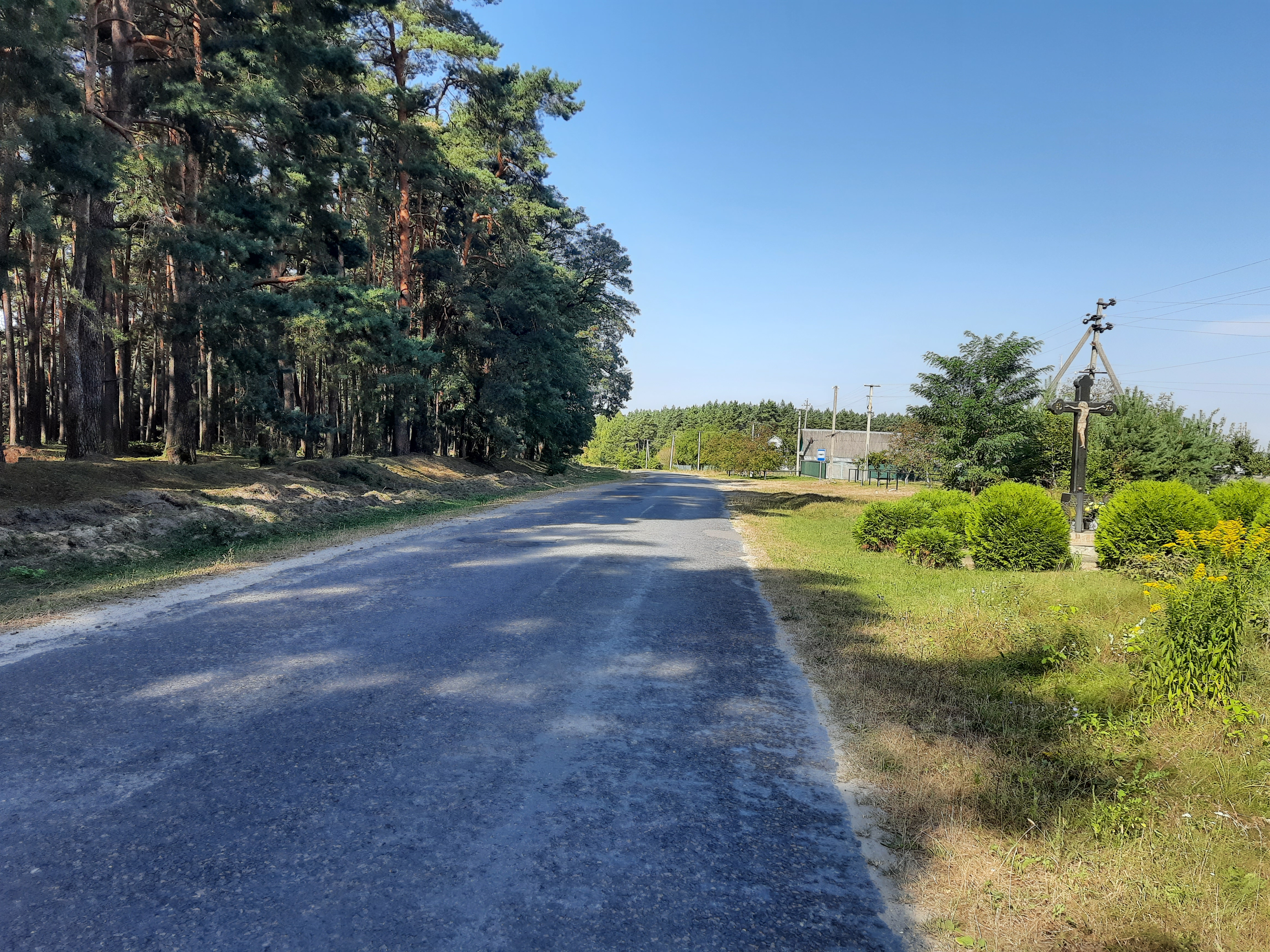
В'їзд у село
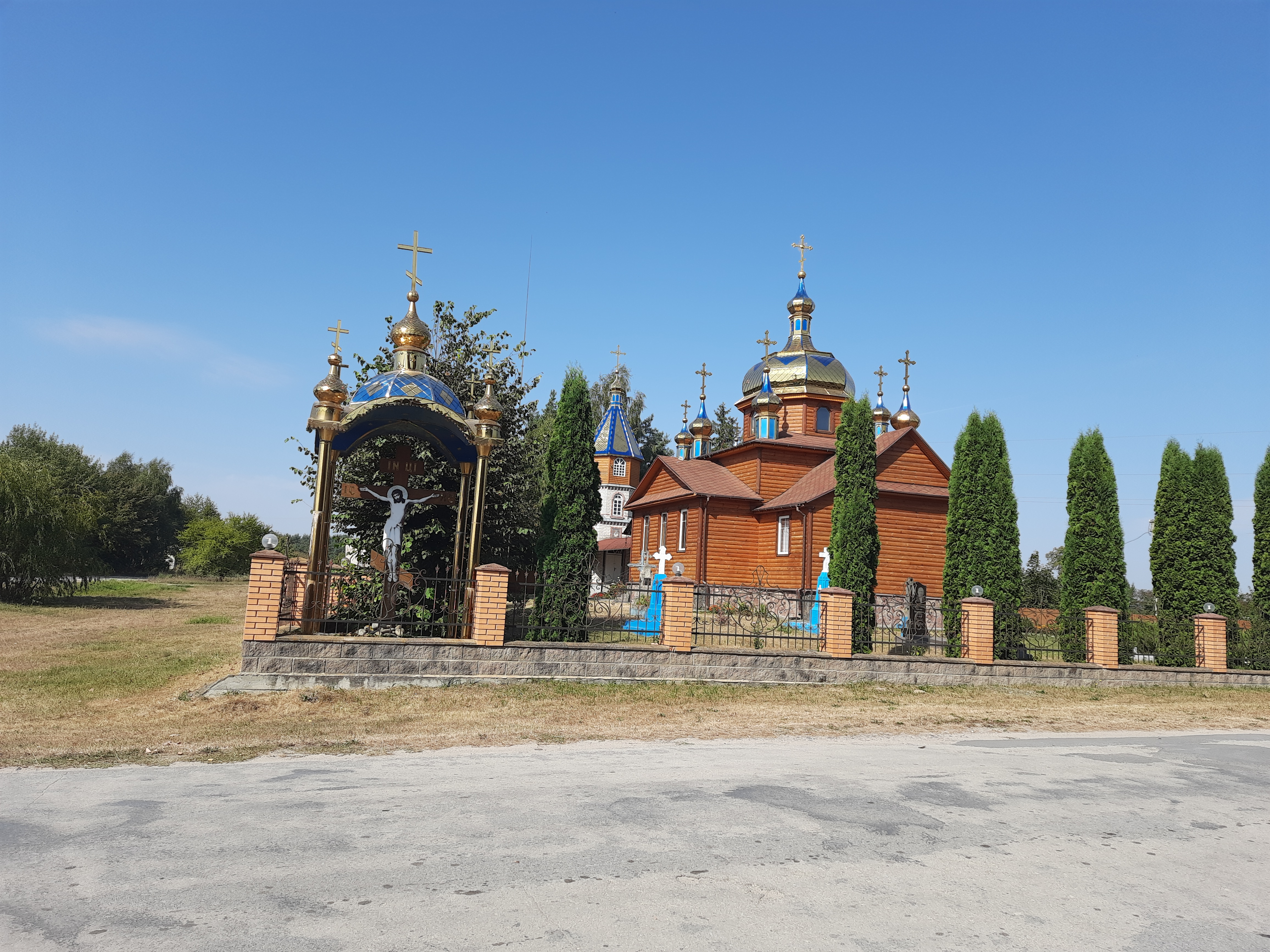
Церква Різдва Пресвятої Богородиці
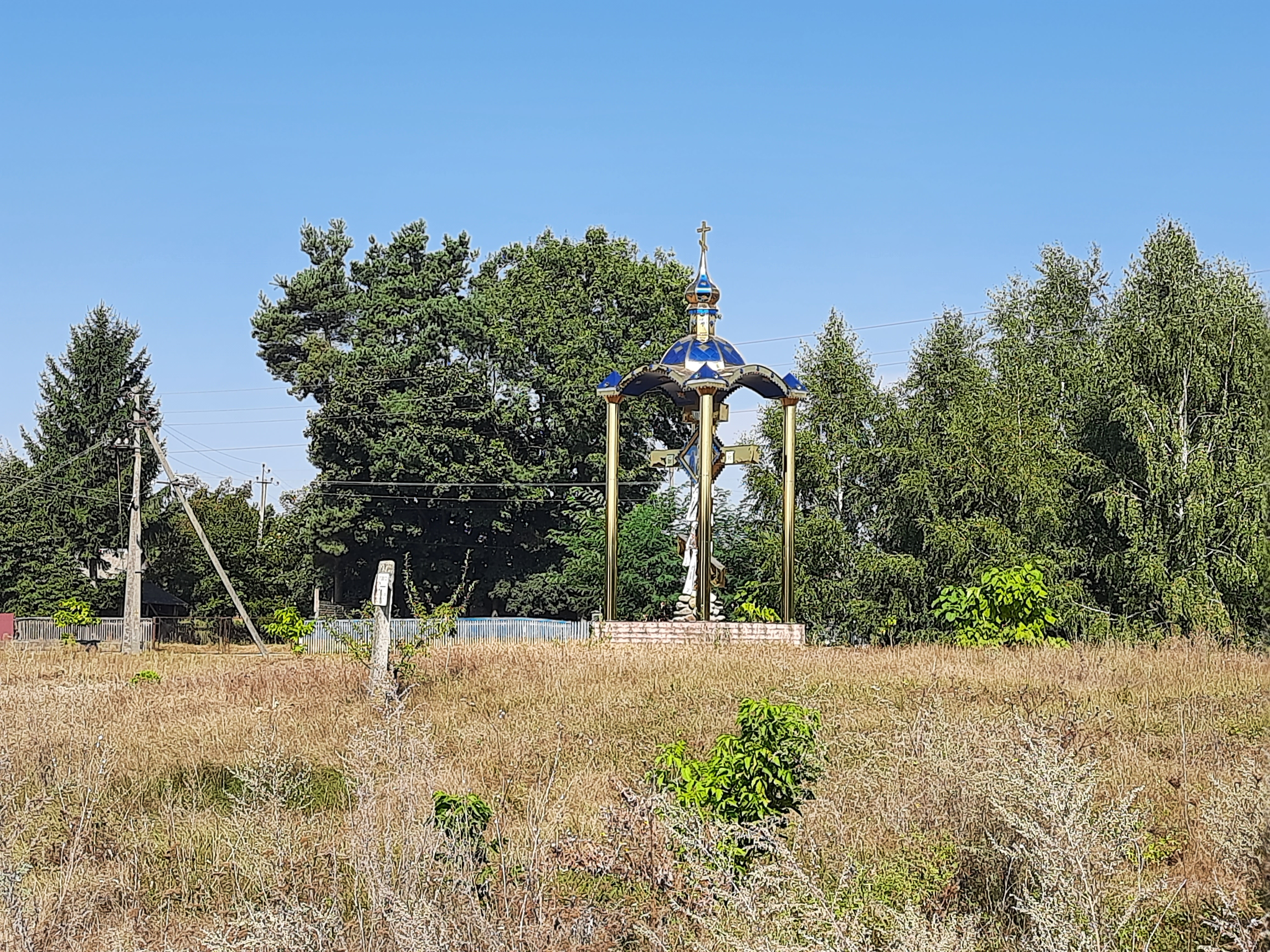
Пам'ятний хрест
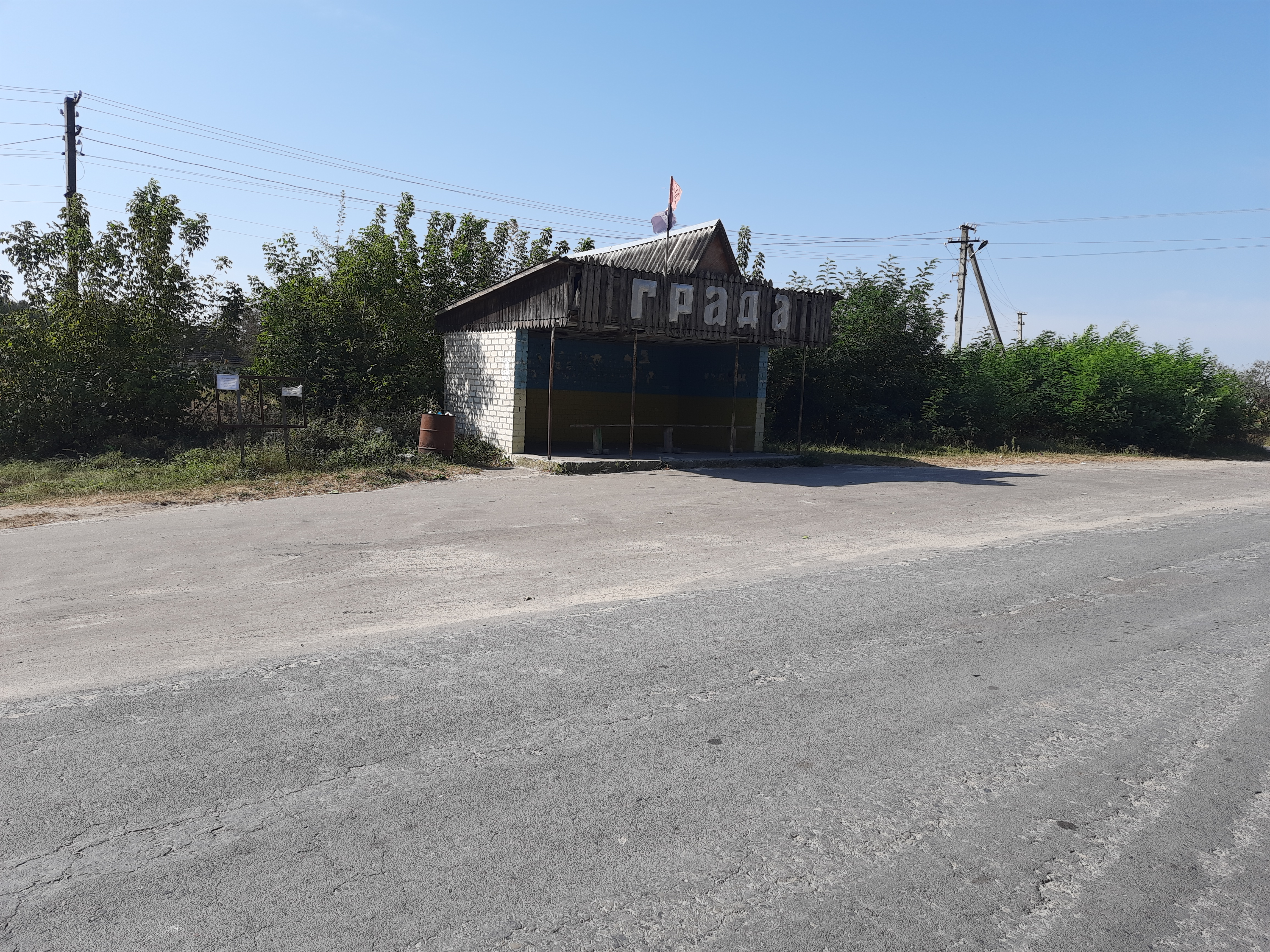
Автобусна зупинка